# Paris–Calais
Das Straßenradrennen Paris–Calais war ein französischer Radsportwettbewerb für Berufsfahrer, der als Eintagesrennen von 1909 bis 1926 von der französischen Hauptstadt Paris nach Calais im Département Pas-de-Calais veranstaltet wurde. Im Gründungsjahr des Rennens fanden zwei Austragungen statt.

## Palmarès
- 1909 (1)  Eugène Christophe und  Georges Fleury
- 1909 (2)  Constant Ménager
- 1910  Léon Lannoy
- 1911  Émile Wirtz
- 1912  Louis Mottiat
- 1913  Félix Goethals
- 1914  Fernand Bonnet
- 1915–1922 nicht ausgetragen
- 1923  Nicolas Frantz
- 1924  Marcel Godard
- 1925  Félix Goethals
- 1926  Marc Bocher